# 優由·尤斯羅
優由·尤斯羅 ( ；1962年11月14日—2011年5月21日），是印尼繁榮公正黨女性政治家。   2011年5月21日，在出席兒子在日惹加札马达大学的毕业典礼後，在日惹往雅加达的收費公路上遭遇事故而死亡。

## 政治生涯
尤斯羅是公正黨（PK）（今繁榮公正黨（PKS））创始人中的5名女性之一。尤斯羅出任正義黨妇女部首任主席，为期一年。随后，辞职并成为正義党顾问。 2003年，補位 (Pergantian Antar Waktu, PAW)議員起，一直是人民代表會議的議員，直至去世。

## 註腳
1. 1 2  . indonesia.faithfreedom.org.   [2023-10-22]. （原始内容存档于2022-07-11）.
2. ↑  . VivaNews. 2011-05-21 （印度尼西亚语）.
3. ↑  Media, Kompas Cyber. . KOMPAS.com. 2011-05-21  [2023-10-22]. （原始内容存档于2022-03-18） （印度尼西亚语）.
4. ↑  antaranews.com. . Antara News. 2011-05-21  [2023-10-22]. （原始内容存档于2022-07-09）.